# Asura rubricosa
Asura rubricosa är en fjärilsart som beskrevs av Moore 1878. Asura rubricosa ingår i släktet Asura och familjen björnspinnare. Inga underarter finns listade i Catalogue of Life.